# Néophyte III de Constantinople
Néophyte III de Constantinople (en grec : Νεόφυτος Γ΄) est patriarche de Constantinople de mi-juin 1636 au 5 mars 1637.
Néophyte III remplace Cyrille II Kontaris et exerce ses fonctions pendant huit mois avant de se démettre en faveur de Cyrille Ier Loukaris, qui revient sur le siège pour la sixième fois.